# كوكين واكاشو

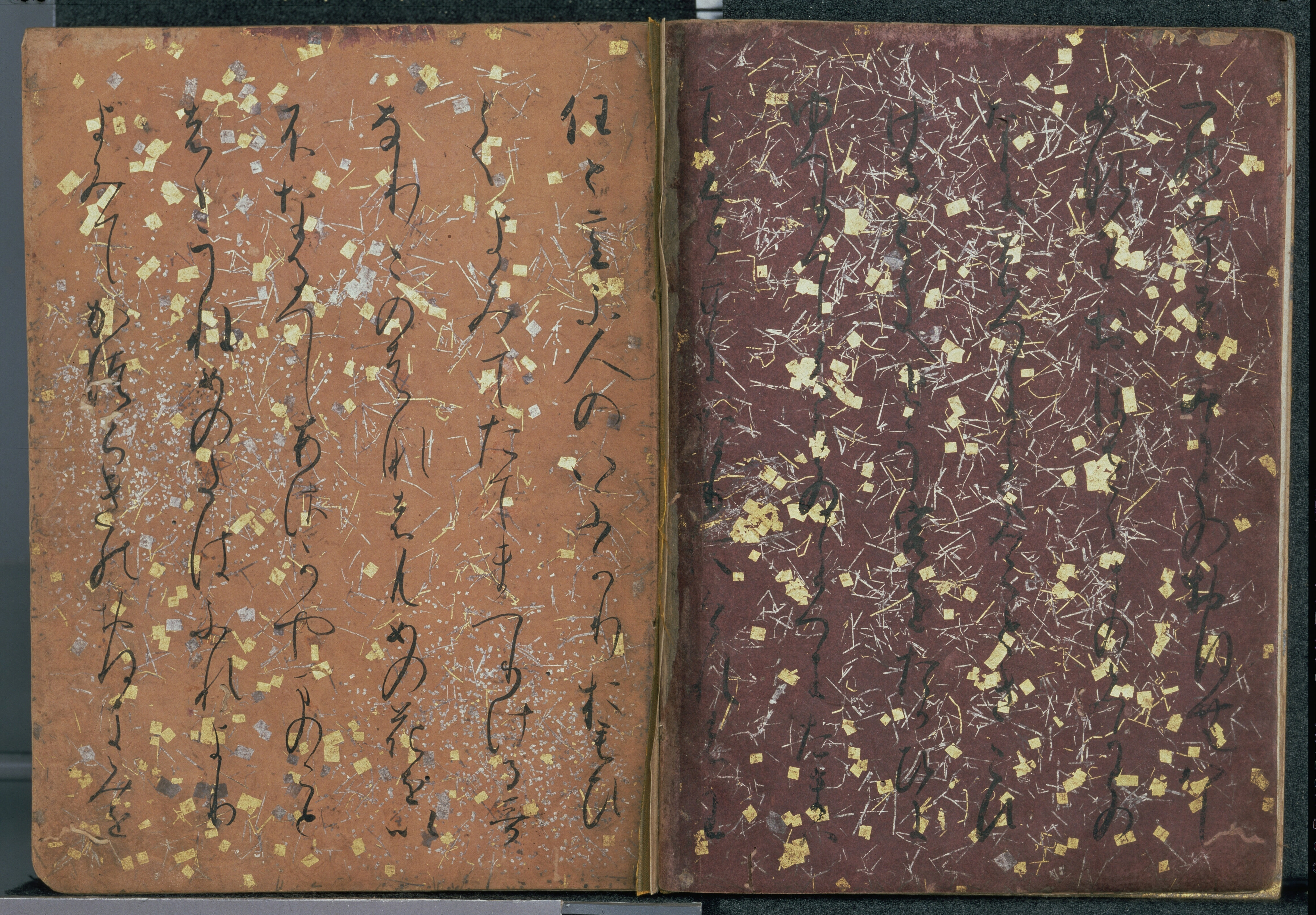

كوكين واكاشو (باليابانية: 古今和歌集) كما يعرف اختصارا باسم كوكينشو (古今集) هي مجموعة من الأشعار اليابانية الإمبراطورية «واكا» تم تجميعها في فترة هييآن، ألّفها الإمبراطور أودا (887 - 897) وأمر بتجميعها ابنه الإمبراطور دايغو (897 - 930) حوالي العام 905. قام بتجميع هذه الأشعار فريق مكون من أربع شعراء تحت إشراف كي نو تسورايوكي.
كوكين واكاشو تعني حرفياً «مجموعة أشعار اليابان الماضية والحاضرة».

## اقرأ أيضًا
- شين كوكين واكاشو